# Gonzalo Ávila Gordón
Gonzalo Ávila Gordón (Esparraguera, 26 de gener de 1998), i més conegut com a Pipa, és un futbolista professional català que juga com a lateral dret pel West Bromwich Albion cedit pel Ludogorets búlgar.

## Carrera esportiva

### Espanyol
Pipa va acabar el seu període de formació al RCD Espanyol, després d'haver passat temps al CF Damm i al FS Esparraguera. Va fer el seu debut professional amb l'equip B el 20 de febrer de 2016, començant de titular en una derrota fora de casa 0 a 1 contra el València CF Mestalla (a Segona Divisió B).
Pipa va ser prou titular al B durant la temporada 2016–17, que va acabar en descens. El 22 de maig de 2017 va renovar el seu contracte fins al 2022, i va marcar el seu primer gol com a professional el 27 d'agost marcant l'últim gol en una victòria a casa per 3 a 0 home contra el FC Ascó de la Tercera Divisió.
El 28 de maig de 2018 Pipa va ser pujat de manera definitiva al primer equip. El 2 de gener, després no ser tret en cap partit dels pericos, va ser cedit al Gimnàstic de Tarragona de Segona Divisió fins al juny.
Pipa va fer el seu debut professional el 6 de gener de 2019, començant de titular com a volant dret en una victòria en casa per 1 a 0 contra el Còrdova CF. Va acabar sent prou titular durant la seva cessió de sis mesos, tot i això l'equip tarragoní va descendir.
En tornar a l'Espanyol, Pipa va rebre el número 2 a la samarreta, i va fer el seu debut amb el primer equip el 15 d'agost de 2019; començant de titular en una victòria per 3 a 0 contra el FC Luzern en la fase de classificació de la Lliga Europa de la UEFA. Va fer el seu debut a la primera divisió el 26 de setembre, reemplaçant a Wu Lei en un empat fora de casa per 1 a 1 contra el RC Celta de Vigo.

### Huddersfield Town
El 7 de setembre de 2020, Pipa va signar contracte per tres anys pel Huddersfield Town, de l'EFL Championship. Va marcar el seu primer gol amb el Huddersfield en una victòria per 3-0 contra el Millwall FC el 31 d'octubre.